# Сельское поселение Большая Константиновка
Се́льское поселе́ние Большая Константиновка — муниципальное образование в Кошкинском районе Самарской области Российской Федерации.
Административный центр — село Большая Константиновка.

## История
Статус и границы сельского поселения установлены Законом Самарской области от 25 февраля 2005 года № 48-ГД «Об образовании сельских поселений в пределах муниципального района Кошкинский Самарской области, наделении их соответствующим статусом и установлении их границ».

## Население
| 2010 | 2012 | 2013 | 2014 | 2015 | 2016 | 2017 |
| ---- | ---- | ---- | ---- | ---- | ---- | ---- |
| 661  | ↘638 | ↘621 | ↘613 | ↘606 | ↗610 | ↘590 |
| 2018 | 2019 | 2020 | 2021 |      |      |      |
| ↘578 | ↘572 | ↘562 | ↘539 |      |      |      |

## Люди поселения
Долгова, Вера Андреевна

## Состав сельского поселения
| № | Населённый пункт       | Тип населённого пункта       | Население |
| - | ---------------------- | ---------------------------- | --------- |
| 1 | Алексеевка             | посёлок                      | 79        |
| 2 | Большая Константиновка | село, административный центр | ↘313      |
| 3 | Кармала                | железнодорожный разъезд      | 3         |
| 4 | Моисеевка              | деревня                      | 15        |
| 5 | Новый Колмаюр          | село                         | 251       |